# 阿庫沙區

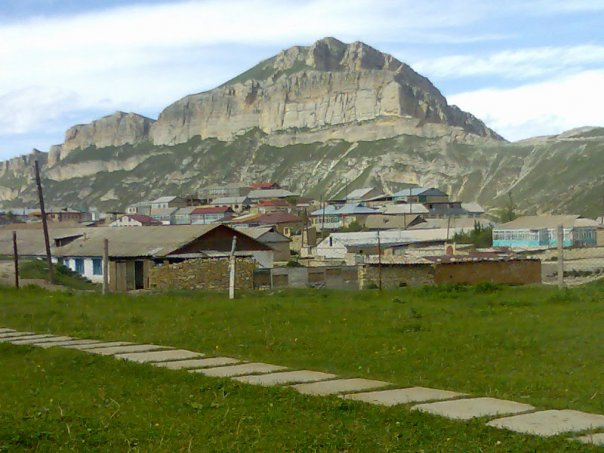

42°17′N 47°20′E / 42.283°N 47.333°E
阿庫沙區（俄语：Акушинский район），是俄羅斯的一個區，位於該國西南部，由達吉斯坦共和國負責管轄，面積623平方公里，2010年人口53,558，人口密度每平方公里86人。